# Реве, Герард
Герард Реве (нидерл. Gerard Reve, 1923—2006) — известный нидерландский писатель, признанный классик голландской литературы XX века. Вместе с Харри Мулишем и Виллемом Фредериком Хермансом его принято причислять к так называемой «большой тройке» послевоенной нидерландской литературы. Полное имя писателя — Герард Корнелис ван хет Реве (Gerard Kornelis van het Reve).

## Биография
Реве родился в 1923 году в Амстердаме, в детстве жил в относительно благополучном рабочем районе Бетондорпе. Его отец Герард Йоаннес Маринус ван хет Реве (Gerardus Johannes Marinus van het Reve, 1892—1975) был убеждённым коммунистом и с раннего возраста вовлёк своих двоих сыновей, Герарда и его старшего брата Карела (Karel van het Reve, 1921—1999), позже ставшего профессором русской литературы, в пропагандистскую деятельность — мальчики распространяли по домам пионерскую газету. Позднее писатель вспоминал детство с чувством тоски, страха и одиночества и резко отвергал коммунизм.
Не закончив гимназию из-за провала переэкзаменовки, Герард в 1940—1943 годах учился в Школе графики на типографа. Однажды он пытался покончить с собой, спрыгнув с моста, но плавал хорошо и легко выбрался на берег. После войны Реве некоторое время был корреспондентом газеты «Het Parool», но в 1947 году, после успеха своего первого романа «Вечера», уволился и решил стать писателем.
В 1948—1959 годах он был женат на поэтессе Ханни Михаэлис (1922—2007), но уже в период брака иногда завязывал романы с мужчинами, не скрывая их от жены; после развода они остались друзьями. Несколько лет (до 1957 года) Реве жил в Лондоне, но так и не смог овладеть английским языком достаточно хорошо, чтобы творить на нём.
В последующие годы его материальное положение оставалось тяжёлым — он много пил, подрабатывал театральными рецензиями и переводами пьес. Покинув Амстердам, в 1964 году он поселился во фрисландской деревне, где компанию ему составил молодой возлюбленный, Виллем Бруно ван Альбада, в книгах писателя фигурирующий под именем Тигр или Тигра (Tijgetje), а затем к ним присоединился и другой возлюбленный, Хенк ван Манен по прозвищу Мышонок (Woelrat); эта пара продолжила совместную жизнь и после того, как Реве уехал из Нидерландов.
Во второй половине 1960-х годов публикация эпистолярных романов Реве вернула к нему внимание широкой публики (он даже регулярно выступал по телевидению) и вместе с тем вызвала судебный процесс по обвинению в богохульстве. Претензии спровоцировал отрывок из книги «Ближе к Тебе», где автор воображает своё совокупление с Христом в образе осла. Этот так называемый «Ослиный процесс» завершился снятием обвинений в 1968 году. В 1968 году Реве был награждён премией Хофта и вновь спровоцировал скандал, поцеловав во время награждения министра социальной работы Маргу Кломпе.
C 1975 года и почти до конца жизни писатель прожил в небольшой деревне во Франции со своим возлюбленным и литератуным агентом Юпом Схафтхёйзеном (Joop Schafthuizen), которого называл Матрос Лис (Matroos Vos) и благодаря которому практически излечился от алкоголизма. В 2003 году Схафтхёйзен был условно осужден на семь месяцев за сексуализированное насилие над соседским 13-летним мальчиком.
В англоязычном мире наибольшую известность Реве принесла экранизация Полом Верховеном в 1983 году романа Реве «Четвёртый мужчина». Экранизация в 1989 году в Нидерландах романа «Вечера» получила премию «Золотой телёнок» Утрехтского кинофестиваля.
В 2001 году Реве был награждён Нидерландской литературной премией. Король Бельгии Альберт II отказался вручать премию, вместо него награду вручил секретарь Нидерландского языкового союза.
В последние годы жизни он страдал от болезни Альцгеймера и скончался в Зюлте (Бельгия) 8 апреля 2006 года.
В 2009—2010 годах вышла подробная трёхтомная биография Реве, написанная нидерландским литературоведом Норбертом Маасом (Nop Maas).

## Темы творчества и стиль
В романе «Вечера» (1947), принесшем Реве славу, выведен молодой конторский служащий Фритс ван Эхтерс, его родители и знакомые; о недавно закончившейся войне не упоминается; связный сюжет отсутствует, равно как и авторские комментарии. 10 глав книги охватывают 10 вечеров конца декабря 1946 года. Критики отмечали, что в романе Реве дал голос лишившемуся идеалов молодому поколению и выразил абсурдистское мироощущение. После того, как в 1960-е годы стало широко известно о гомосексуальности автора, подчёркнутая асексуальность романа получила новое прочтение.
Многочисленные и зачастую повторяющие друг друга романы 1960-70-х годов он стал писать как монологи от первого лица, рассказы о себе и своих любовниках, перемежающиеся рассуждениями о литературе, религии и сексуальности.
Особенный успех принесла Реве книга «Язык любви» (1972), первая и третья части которой включают описания рассказчиком своих гомосексуальных приключений, часто с садистским привкусом, а вторая содержит письма, адресованные автором другому нидерландскому писателю.
Реве был одним из первых открытых гомосексуалов в Нидерландах. Он открыто писал о сексе между мужчинами, что шокировало многих читателей. Другой частой темой была религия. Реве утверждал, что главным «посланием» его работ было спасение от материального мира, в котором мы живём.
Реве настаивал, что гомосексуальность является лишь одним из мотивов в его произведениях, в то время как более глубокой темой является недостаточность человеческой любви по сравнению с божественной любовью. Начиная с двух основных ранних произведений «По дороге к концу» и «Ближе к Тебе», он развивал свои взгляды на божественное творение и человеческую судьбу, особенно во многих своих письмах. Эти труды подчёркивают символическое значение религиозных текстов как единственное интеллектуально приемлемое, и настаивают на несущественности вопроса об исторической правдивости Библии. Реве считает, что религия никак не связана с фактами, моралью или политикой. Она также не состоит в конфликте с современной наукой, потому что религиозные истины и эмпирические факты принадлежат к разным «мирам».
Эротическая проза Реве частично посвящена его собственной сексуальности, но стремится достичь универсальных обобщений. Его произведения часто описывают сексуальность, как ритуал. Многие сцены носят садистский характер, но садизм сам по себе не является целью. Реве изобрёл термин «ревизм», которым он обозначал совершение сексуальных актов наказания, посвящённых почитаемым людям, высшим существам, и в конце концов самому Богу. Это опять связано с поиском высшего смысла в человеческом действии (сексе), которое является бессмысленным в его материальной форме.
Стиль Реве сочетает литературный и разговорный язык, обладая при этом яркой индивидуальностью. Его юмор и парадоксальное понимание мира часто были основаны на контрасте между экзальтированным мистицизмом и здравым смыслом. Многие читатели плохо понимали иронию, которую содержат его произведения, а также склонность Реве к крайним заявлениям. Многие также сомневались в искренности его перехода в католическую веру, но Реве настаивал на истинности своей веры, утверждая, что имеет право на свою личную интерпретацию религии и религиозного опыта.
Нидерландский критик Тон Анбейк назвал стиль Реве уникальным в нидерландской литературе образцом чистой романтической иронии. Романтической чертой считают и смешение в его творчестве высокого и низкого, переход от возвышенного библейского языка к штампам и прибауткам.
Примером иронии Реве может служить его короткая пародийная лжеавтобиография «Жизненный путь писателя», где он утверждает, что якобы служил в Ост-Индии, влюбился там в молодого яванского принца и освободил его из-под стражи, за что был приговорён к заключению в крепости
Называя себя католиком и в 1966 году официально вступив в Римско-католическую церковь, Реве вместе с тем отрицал загробную жизнь и считал Смерть концом, а, рассуждая о совершенной Любви к Богу, полагал, что человек должен принадлежать ему полностью, душой и телом.
Писателя обвиняли в расизме за упоминания об отвращении к «цветным братьям», на эти и другие обвинения он язвительно реагировал в автобиографии:

 Из-за свойственных писателю парадоксальных высказываний и вызывающих выступлений Герарда Реве выставляют попеременно то нечестивым безбожником, то правым расистом, то шовинистским роялистом, то суеверным оккультистом; но многие видят в нём мученика и святого, а также апостола новой, истинной морали 

## Избранная библиография

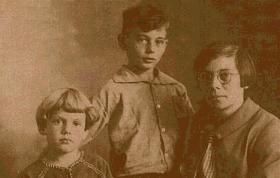
Семья ван хет Реве около 1929 года

Ниже перечислены работы писателя, полностью или частично переведённые на русский язык.
- Вечера / De avonden (роман, 1947, частичный рус. перевод 2013 ISBN 978-5-98144-163-9)
- Вертер Ниланд / Werther Nieland (повесть, 1949, рус. перевод 2009 ISBN 978-5-98144-118-9)
- Конец семьи Бословиц / De ondergang van de familie Boslowits (повесть, 1950, рус. перевод 2009 ISBN 978-5-98144-118-9)
- Меланхолия / Melancholia (повесть на англ. языке, 1951, рус. перевод 2008 ISBN 978-5-98144-113-4)
- Акробат и другие рассказы / Acrobat and Other Stories (сборник рассказов на англ. языке, 1956, рус. перевод 2008 ISBN 978-5-98144-113-4)
- Десять весёлых историй / Tien vrolijke verhalen (сборник рассказов, 1961, рус. перевод 2009 ISBN 978-5-98144-118-9)
- По дороге к концу / Op weg naar het einde (роман, 1963, рус. перевод 2006 ISBN 5-98144-086-4)
- Ближе к Тебе / Nader tot U (роман, 1966, рус. перевод 2006 ISBN 5-98144-086-4)
- Тюремная песня в прозе / A Prison Song in Prose (рассказ на англ. языке, 1968, рус. перевод 2008 ISBN 978-5-98144-113-4)
- Четыре защитительные речи / Vier Pleidooien (судебные речи, 1971, рус. перевод 2013 ISBN 978-5-98144-163-9)
- Язык любви / De Taal der Liefde (роман, 1972, рус. перевод 1999 ISBN 5-87135-071-2)
- Милые мальчики / Lieve Jongens (роман, 1973, рус. перевод 2006 ISBN 5-98144-082-1)
- Циркач / Een Circusjongen (роман, 1975, рус. перевод 2009 ISBN 978-5-98144-125-7)
- Свой дом / Een eigen huis (сборник прозы и поэзии, 1979, частичный рус. перевод 2009 ISBN 978-5-98144-118-9)
- Мать и сын / Moeder en Zoon (роман, 1980, рус. перевод 2007 ISBN 5-98144-099-6)
- Письма к Вими / Brieven aan Wimie (письма, 1980, рус. перевод 2019, ISBN 978-5-98144-251-3)
- Четвёртый мужчина / De vierde man (роман, 1981, рус. перевод 2010 ISBN 978-5-98144-136-3)
- Письма Симону К. / Brieven aan Simon C. (письма, 1982, рус. перевод 2014 ISBN 978-5-98144-190-5)
- Волф / Wolf (роман, 1983, рус. перевод 2020, ISBN 978-5-98144-271-1)
- Тихий друг / De stille vriend (повесть, 1984, рус. перевод 2010 ISBN 978-5-98144-136-3)
- Письма Францу П./ Brieven aan Frans P. (письма, 1984, рус. перевод 2016 ISBN 978-5-98144-216-2)
- Родители беспокоятся/ Bezorgde ouders (роман, 1988, рус. перевод 2021, ISBN 978-5-98144-282-7)
- Письма моему врачу / Brieven aan mijn lijfarts (письма, 1991, рус. перевод 2015 ISBN 978-5-98144-201-8)
- В поисках / Op zoek (повесть, 1995, рус. перевод 2010 ISBN 978-5-98144-136-3)
- Книга о фиолетовом и смерти / Het boek van violet en dood (роман, 1996 рус. перевод 2018 ISBN 978-5-98144-242-1)